# Mindeappel Forum og Nytaarsparade
|  | Denne artikel er oprettet af botten Steenthbot ud fra en ekstern database. Den kan derfor have sproglige fejl eller mangler. Denne skabelon kan fjernes efter kontrol af indholdet. |

Mindeappel Forum og Nytaarsparade er en dansk dokumentarisk optagelse fra 1941.

## Handling
1) DNSAP's nationale mindeappel i Forum 17/11 1940. Partifører Frits Clausen ankommer og går på talerstolen under stormende begejstring fra de talrige fremmødte. 1200 SA'ere marcherer til Rådhuspladsen. Kaptajnløjtnant K.B. Martinsen taler ved Den lille Hornblæser, hvor der lægges kranse for danskere, der faldt 9. april. Dagen er en del af de danske nazisternes kampagne for at overtage magten i rigsdagen.

2) SA 13 afholder nytårsparade 6/1 1941. 152 SA-mænd, der i løbet af året har været på besøg i Vestre Fængsel modtager SA-stabschefens anerkendelse. Partifører Frits Clausen taler til SA.

## Medvirkende
- Frits Clausen